# Sites historiques et culturels majeurs protégés au niveau national (Heilongjiang)
Cette liste regroupe les principaux sites protégés pour leur valeur culturelle et historique au niveau national par l'administration d'état chargée du patrimoine culturel en Chine pour la province du Heilongjiang. Actuellement, elle ne reprend que les six premières listes. Une septième liste a été publiée en 2013 avec de nombreux sites supplémentaires.
| N°    | Désignation                                                                                            | Ville / district       | Image |
| ----- | --- | ---------------------- | ----- |
| 1-158 | Shangjing Longquanfu : Capitale de Balhae de 756 à 785 et de 793 à 926                                 | Mudanjiang / Ning'an   |       |
| 2-54  | Shangjing Huiningfu : Ancienne capitale des Jurchens                                                   | Harbin / Acheng        |       |
| 3-166 | Pierres sculptées de Yagou                                                                             | Harbin / Acheng        |       |
| 3-196 | Sites d'Angangxi : Site microlithique du néolithique découvert en 1928                                 | Qiqihar / Angangxi     |       |
| 3-219 | Vestiges de la ville de Puyulu                                                                         | Qiqihar / Kedong       |       |
| 4-23  | Site de Baijinbao : Site archéologique éponyme de la culture de Baijinbao représentant l'âge de bronze | Daqing / Zhaoyuan      |       |
| 4-225 | Architecture européenne de la rue Yiyuanjie                                                            | Harbin                 |       |
| 4-227 | Cathédrale Sainte-Sophie : Cathédrale orthodoxe fondée en 1907                                         | Harbin                 |       |
| 4-228 | Temple confucéen de Harbin                                                                             | Harbin                 |       |
| 5-34  | Sites Han et Wei de la plaine de Sanjiang                                                              | Jiamusi                |       |
| 5-35  | Sites d'Aolimi                                                                                         | Hegang / Suibin        |       |
| 5-36  | Site de Balicheng                                                                                      | Suihua / Zhaodong      |       |
| 5-480 | Sites de la ville nouvelle d'Aihui                                                                     | Heihe                  |       |
| 5-481 | Premier puits de pétrole de Daqing                                                                     | Daqing                 |       |
| 6-62  | Site de Wupaishan                                                                                      | Mudanjiang / Dongning  |       |
| 6-63  | Site de Xiaosifangshan                                                                                 | Mudanjiang / Muling    |       |
| 6-64  | Site de Yanwodao                                                                                       | Shuangyashan / Baoqing |       |
| 6-65  | Site de Tazicheng                                                                                      | Qiqihar / Tailai       |       |
| 6-66  | Site de Walihuotun                                                                                     | Jiamusi / Huachuan     |       |
| 6-67  | Site de Taowenwanhufu                                                                                  | Jiamusi / Tangyuan     |       |
| 6-68  | Ancienne ville de Mangjitazhan                                                                         | Jiamusi / Fuyuan       |       |
| 6-245 | Tombes de Daobeishan                                                                                   | Jixi                   |       |
| 6-503 | Mur frontalier de Mudanjiang                                                                           | Mudanjiang             |       |
| 6-504 | Mosquée de Bukui                                                                                       | Qiqihar                |       |
| 6-922 | Marché de Moscou                                                                                       | Harbin                 |       |
| 6-923 | Bâtiments du chemin de fer de l'Est chinois                                                            | Hailin                 |       |
| 6-924 | Unité 731 : Unité de recherche bactériologique de l'armée japonaise                                    | Harbin / Pingfang      |       |
| 6-925 | Forts de Dongning                                                                                      | Mudanjiang / Dongning  |       |

- (en) Cet article est partiellement ou en totalité issu de l’article de Wikipédia en anglais intitulé « Major National Historical and Cultural Sites (Heilongjiang) » (voir la liste des auteurs).